# Dvorana Jazine
Dvorana Jazine je sportska dvorana u Zadru. Namijenjena je isključivo košarci, a koristi je KK Puntamika iz Zadra. Do svibnja 2008. godine koristio ju je i KK Zadar, koji se tada preselio u novu dvoranu Krešimira Ćosića na Višnjiku.
Dvorana Jazine izgrađena je 1967. godine u rekordnih 70 dana. Kapaciteta je oko 3000 mjesta dok bi na svim većim utakmicama bilo i do 7000 gledatelja provjereno.